# Phyllogomphoides calverti
Phyllogomphoides calverti är en trollsländeart som först beskrevs av Kirby 1897.  Phyllogomphoides calverti ingår i släktet Phyllogomphoides och familjen flodtrollsländor. Inga underarter finns listade i Catalogue of Life.